# Стівен Рут
Стівен Рут (англ. Stephen Root; нар. 17 листопада 1951 року, Сарасота, Флорида) — американський актор кіно та телебачення, актор дубляжу. В фільмах та серіалах почав регулярно зніматись на початку 1990-х років. Знімається переважно у комедійних ролях другого плану. Здобув впізнаваність завдяки ролі Джиммі Джеймса у телевізійному ситкомі «Радіо новин» (NewsRadio), де знявся у 5 сезонах, а також по другорядних ролях у багатьох фільмах, серед яких «Баффі — винищувачка вампірів» (1992), «Офісний простір» (1999), «О, де ж ти, брате?» (2000), «Вишибайли» (2004), «Старим тут не місце» (2007), «Самотній Рейнджер» (2013), «Пастка» (2017). Крім фільмів знімався також у другорядних ролях у багатьох телесеріалах телеканала HBO серед яких «Підпільна імперія», «Реальна кров», «Перрі Мейсон».
У 2019 році Рут отримав номінацію на прайм-тайм премію «Еммі» у категорії «Найкращий актор другого плану у комедійному телесеріалі» за роль у телесеріалі «Баррі».

## Біографія

### Ранні роки життя
Стівен Рут народився у Сарасоті, штат Флорида. Його батьки Ролланд Клер Рут (Rolland Clair Root) і Леона Естелль Рут (Leona Estelle). Батько працював в галузі цивільного будівництва керівником та інспектором у багатьох проєктах як у Сполучених Штатах, так і в Мексиці. Тож Стівен ще з дитинства звик до життя з постійними переїздами, які відбувались щойно батько закінчував черговий будівельний проєкт і брався за новий.
Стівен Рут закінчив середню загальноосвітню школу у Віро-Біч, штат Флорида. Здобув початковий ступінь освіти (associate degree) в Університеті Флориди, а також незакінчений ступінь бакалавра мистецтв (Bachelor of Fine Arts). У 2008 році Університет Флориди визнав Стівена Рута як одного зі своїх відомих випускників.

### Акторська кар'єра
Рут розпочав свою акторську кар'єру на бродвейський театральній сцені у 1986 році. Свій дебют він здійснив у театрі Джека Лоуренса (Jack Lawrence Theatre) зігравши у п'єсі «So Long on Lonely Street», де він грав роль короля Вогнума III. Пізніше у 1987 році Стівен з'явився у акторському складі вистави «All My Sons» театру Джона Ґолдена (John Golden Theatre) у ролі Френка Лубі.
Свій кінодебют Рут здійснив у 1988 році зігравши роль другого плану у фільмі «Крокодил Данді 2». Того ж року зіграв другорядну роль Діна Бурбейджау у психологічному фільмі жахів «Мавпячі витівки». Після цього продовжив зніматись у другорядних ролях різноманітних фільмів, серед яких «Чорний дощ» (1989), «Привід» (1990), «Баффі — винищувачка вампірів» (1992), аж допоки не отримав роль в основному акторському складі комедійного телесеріалу «Радіо новин» (NewsRadio) 1995 року, в якому Стівен відіграв 5 сезонів знявшись у 97 епізодах як Джиммі Джеймс. Ця роль принесла йому впізнаваність і можливість долучитись до ролей у стрічках більш відомих режисерів. Так Рут знявся у кількох фільмах братів Коенів: «О, де же ти, брате?» (2000), «Замочити бабцю» (2004), «Старим тут не місце» (2007); у фільмі Джорджа Клуні «Кохання поза правилами» (2008); у стрічці Клінта Іствуда «Дж. Едар» (2011).

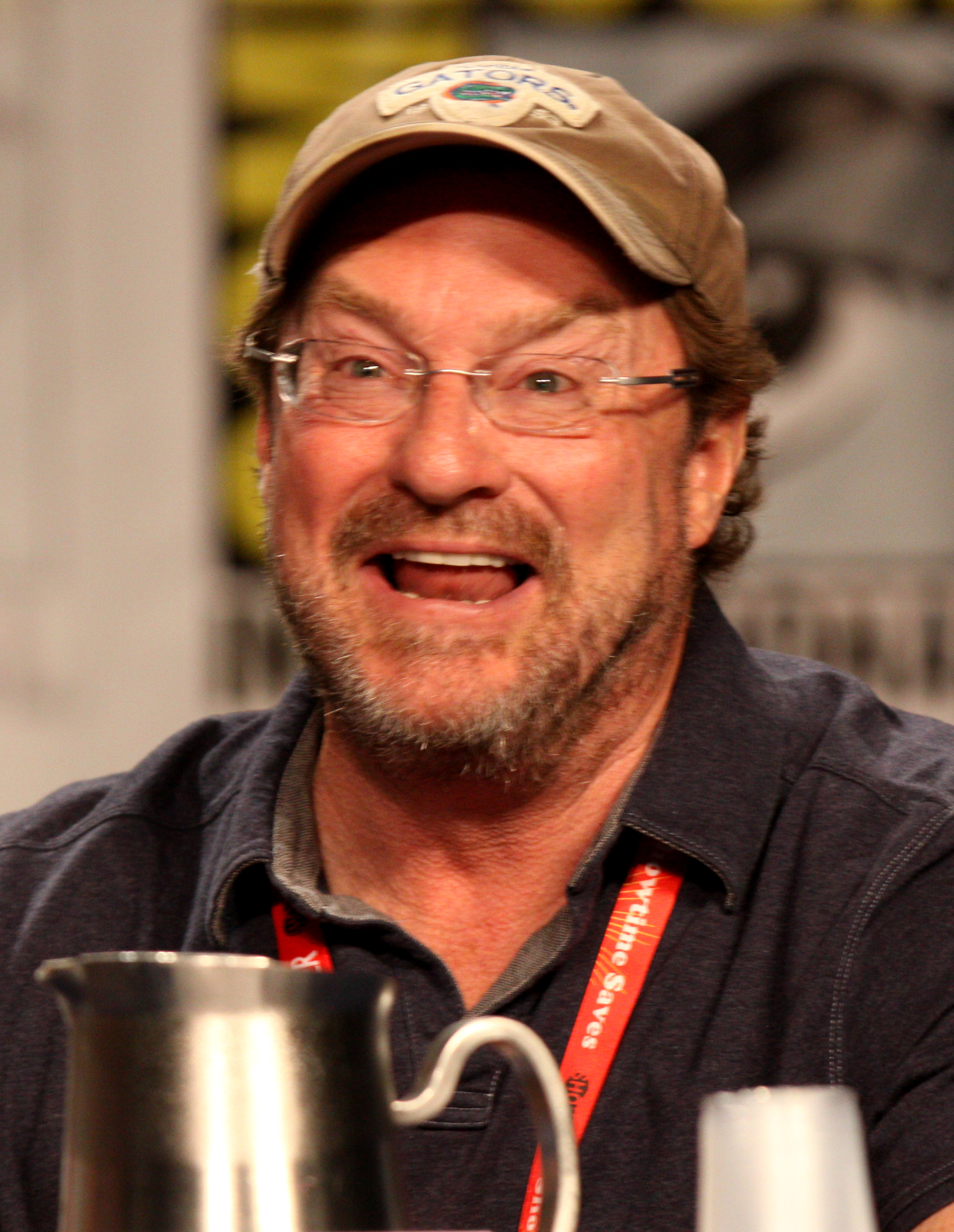
Стівен Рут, липень 2011 року,
комік-кон у Сан-Дієго

Крім ролей у кіно і телесеріалах Рут розвивав кар'єру актора дубляжу, беручи участь у багатьох мультиплікаційних телесеріалах та повнометражних анімаційних фільмів. Найбільш довготривала його робота була у проєкті Майка Джаджа і Ґреґа Деніелза (Greg Daniels) «Король гори», цей мультсеріал транслювався на каналі Fox з 12 січня 1997 до 6 травня 2010 року. Стівен Рут озвучуючи декількох персонажів взяв участь у записі 199 епізодів. Під час роботи у «Король гори» Рут продовжив співпрацю з Майком Джадом знявшись у кількох його фільмах: «Офісний простір» (1999), «Ідіократія» (2006). Серед інших мультиплікаційних фільмів та серіалів у яких Рут брав участь як актор дубляжу: «Льодовиковий період» (2002), «Кім Всеможу» (2002—2005), «У пошуках Немо» (2003), «Ранго» (2011), «Дракони» (2012—2014), «Таємниці Ґравіті Фолз», (2012—2016), «У пошуках Дорі» (2016) та інші.
У 2018 році Стівен Рут розпочав зйомки у телесеріалі в жанрі чорної комедії «Баррі» телеканалу HBO. За який у 2019 році отримав номінацію на прайм-тайм премію «Еммі» у категорії «Найкращий актор другого плану у комедійному телесеріалі» за роль Монро Ф'юкса.

### Особисте життя
Стівен Рут одружився зі своєю першою дружиною Лорою Джоан Гейс (Laura Joan Hase) у 1984 році. У них є син Коді Рут. Подружжя розлучилось у серпні 1997 року. Пізніше, 14 грудня 2008 року, Стівен одружився з актрисою Ромі Розмунд (Romy Rosemont). Вони разом знімались в деяких епізодах телесеріалів «Межа» і «Майстри сексу». Також пара мала взяти участь у зйомках фільму жахів «Червоний штат», але Розмунд змушена була відмовитись від проєкту, через свій щільний знімальний графік у телесеріалі «Хор».

## Фільмографія
| Рік       |     | Українська назва                                | Оригінальна назва                                   | Роль                                   |
| --------- | --- | ----------------------------------------------- | --------------------------------------------------- | -------------------------------------- |
| 1988      | ф   | Крокодил Данді 2                                | Crocodile Dundee II                                 | агент УБН                              |
| 1988      | ф   | Мавпячі витівки                                 | Monkey Shines                                       | Дін Бурбейдж                           |
| 1988      | ф   | Вогняний хрест                                  | Cross of Fire                                       | Беггс                                  |
| 1989      | ф   | Чорний дощ                                      | Black Rain                                          | Берг                                   |
| 1990      | ф   | Стенлі і Айрис                                  | Stanley & Iris                                      | містер Герші                           |
| 1990      | ф   | Привид                                          | Ghost                                               | сержант поліції                        |
| 1990      | с   | Розумник                                        | Wiseguy                                             | Бішоп                                  |
| 1990      | с   | Розанна                                         | Roseanne                                            | Пітер Ланді                            |
| 1990      | с   | Молоді наїздники                                | The Young Riders                                    | покупець Люк                           |
| 1990      | с   | Найкращий учень                                 | Head of the Class                                   | містер Бірч                            |
| 1990—1991 | с   | Джейк і товстун                                 | Jake and the Fatman                                 | сержант Моніген                        |
| 1990—1992 | с   | Нічне правосуддя                                | Night Court                                         | містер Вілард                          |
| 1990—1994 | с   | Закон Лос-Анджелеса                             | L.A. Law                                            | Брендон Маккефферті                    |
| 1991      | с   | Правила Девіса                                  | Davis Rules                                         | Портер                                 |
| 1991      | с   | Золоті роки                                     | Golden Years                                        | майор Морленд                          |
| 1991      | с   | Часи мого життя                                 | My Life and Times                                   | Росс                                   |
| 1991      | с   | Вдосконалення оселі                             | Home Improvement                                    | дезінфектор                            |
| 1991      | с   | Сини та доньки                                  | Sons and Daughters                                  | Стіві                                  |
| 1991      | с   | Родина Торкелсонів                              | The Torkelsons                                      | шериф Боббі Клінтон                    |
| 1991      | с   | Зоряний шлях: Наступне покоління                | Star Trek: The Next Generation                      | капітан К'Вада                         |
| 1991      | ф   | Винний через підозру                            | Guilty by Suspicion                                 | охоронець                              |
| 1991      | ф   | Детектив Варшавські                             | V.I. Warshawski                                     | Майкі                                  |
| 1991      | ф   | Ліжко та сніданок                               | Bed & Breakfast                                     | Рендольф                               |
| 1992      | с   | смт. Моторошне, штат Індіана                    | Eerie, Indiana                                      | містер Чейні                           |
| 1992      | с   | Мерфі Браун                                     | Murphy Brown                                        | Джон Брофі                             |
| 1992      | с   | Громадянські війни                              | Civil Wars                                          | адвокат Келдекотта                     |
| 1992      | ф   | Баффі — винищувачка вампірів                    | Buffy the Vampire Slayer                            | Гарі Мюррей                            |
| 1992      | ф   | Жіноче приниження: Історія Бетті Бродерік       | A Woman Scorned: The Betty Broderick Story          | Кевін Макдональд                       |
| 1992      | ф   | Остання лють: Бетті Бродерік, остання глава     | Her Final Fury: Betty Broderick, the Last Chapter   | Кевін Макдональд                       |
| 1993      | ф   | Дейв                                            | Dave                                                | Дон Дюренбергер                        |
| 1993      | ф   | Робот-поліцейський 3                            | RoboCop 3                                           | Кунц                                   |
| 1993      | ф   | Елітний загін                                   | Extreme Justice                                     | Макс Альварес                          |
| 1993      | ф   | Клас 61                                         | Class of '61                                        | невідомий чоловік                      |
| 1993      | ф   | Вбивства чорної вдови: Історія Бланш Тейлор Мур | Black Widow Murders: The Blanche Taylor Moore Story | доктор Кірбі                           |
| 1993      | с   | Північне розташування                           | Northern Exposure                                   | брат Тімоті                            |
| 1993      | с   | Золотий палац                                   | The Golden Palace                                   | містер Такер                           |
| 1993      | с   | Квантовий стрибок                               | Quantum Leap                                        | Джон Тремейн мол.                      |
| 1993      | с   | Сирени                                          | Sirens                                              | Джордж Бейлі                           |
| 1993      | с   | Блоссем                                         | Blossom                                             | Луї                                    |
| 1993      | с   | У розпалі ночі                                  | In the Heat of the Night                            | Реймонд Мерсер                         |
| 1993      | с   | Серця заходу                                    | Harts of the West                                   | шериф Р.О.                             |
| 1994      | с   | Поліція Нью-Йорка                               | NYPD Blue                                           | сержант Фулмер                         |
| 1994      | с   | Нас п’ятеро                                     | Party of Five                                       | футбольний тренер                      |
| 1994      | с   | Солодке правосуддя                              | Sweet Justice                                       | невідомий чоловік                      |
| 1994      | с   | Діагноз: вбивство                               | Diagnosis: Murder                                   | Чарлі Лейн                             |
| 1995      | с   | Чиказька надія                                  | Chicago Hope                                        | пацієнт                                |
| 1995      | с   | Сібілл                                          | Cybill                                              | Філ Ешер                               |
| 1995      | с   | Крісті                                          | Christy                                             | Клеренс Світвотер                      |
| 1995      | с   | В.Р. 5                                          | VR.5                                                | посередник                             |
| 1995      | ф   | Кохання прощавай                                | Bye Bye Love                                        | прокинувшийся сусід                    |
| 1995      | ф   | Ніч опудала                                     | Night of the Scarecrow                              | шериф                                  |
| 1995      | ф   | Службові обов'язки:Полювання на справедливість  | In the Line of Duty: Hunt for Justice               | Жан Ламан                              |
| 1995—1999 | с   | Радіо новин                                     | NewsRadio                                           | Джиммі Джеймс                          |
| 1996      | ф   | Лотерея                                         | The Lottery                                         | Грехем Данбар                          |
| 1996      | ф   | Дорога на Галвестон                             | The Road to Galveston                               | Ед Кіркмен                             |
| 1996      | с   | Сайнфелд                                        | Seinfeld                                            | містер Лагер                           |
| 1996      | с   | Годинник Пандори                                | Pandora's Clock                                     | Марк Гастінгс                          |
| 1997      | мс  | Джонні Браво                                    | Johnny Bravo                                        | озвучка, батько Тіммі                  |
| 1997—2010 | мс  | Король гори                                     | King of the Hill                                    | озвучка, Білл Дотервіль, Бак Стрікленд |
| 1998      | с   | Із Землі на Місяць                              | From the Earth to the Moon                          | Христофор Крафт мол.                   |
| 1998      | с   | Нарис вбивці                                    | Profiler                                            | менеджер на виробництві                |
| 1998      | ф   | Плем'я Кріппендорфа                             | Krippendorf's Tribe                                 | Джеральд Адамс                         |
| 1999      | ф   | Офісний простір                                 | Office Space                                        | Мілтон Ваддамс                         |
| 1999      | ф   | Природний добір                                 | Natural Selection                                   | містер Креншоу                         |
| 1999      | ф   | Двохсотлітня людина                             | Bicentennial Man                                    | Денніс Манскі                          |
| 1999      | ф   | Внутрішнє відчуття                              | Gut Feeling                                         | Кейн Коен                              |
| 1999      | мф  | Плюгаве каченя                                  | The Sissy Duckling                                  | озвучка, великий гусак                 |
| 1999      | мс  | Супермен: аніміційний серіал                    | Superman: The Animated Series                       | озвучка, Амос Говел, Юніті             |
| 1999      | мс  | Велет і Расті Робохлопець                       | Big Guy and Rusty the Boy Robot                     | озвучка, доктор Донован                |
| 1999—2001 | с   | Дівчур                                          | Ladies Man                                          | Джин                                   |
| 2000      | мс  | Базз Лайтер - зоряна команда                    | Buzz Lightyear of Star Command                      | озвучка, шериф, охоронець №2           |
| 2000      | ф   | О, де ж ти, брате?                              | O Brother, Where Art Thou?                          | містер Ланд                            |
| 2001      | ф   | Я та мої потреби                                | Me & My Needs                                       | невідомий чоловік                      |
| 2001      | с   | Шоу Енді Діка                                   | The Andy Dick Show                                  | менеджер крамниці                      |
| 2001      | с   | Шоу Норма                                       | The Norm Show                                       | містер Свіні                           |
| 2001      | с   | ДАГ                                             | DAG                                                 | сенатор Калпеппер                      |
| 2001      | мс  | Легенда про Тарзана                             | The Legend of Tarzan                                | озвучка, Теодор Рузвельт               |
| 2001      | с   | Ед                                              | Ed                                                  | Джордж Макферсон                       |
| 2002      | мс  | Шляхетна родина                                 | The Proud Family                                    | озвучка, містер Ендрюс                 |
| 2002      | с   | Малькольм у центрі уваги                        | Malcolm in the Middle                               | Джон Пратт                             |
| 2002      | с   | Журнал мод                                      | Just Shoot Me!                                      | доктор Дрейк Келсон                    |
| 2002      | мс  | Ліга Справедливості                             | Justice League                                      | озвучка, Кетмен                        |
| 2002      | мс  | Супер команда                                   | Teamo Supremo                                       | озвучка, Енглер, Біллі Джім Діксон     |
| 2002      | с   | Як сказав Джим                                  | Al Crannis                                          | Ел Кренніс                             |
| 2002      | мф  | Льодовиковий період                             | Ice Age                                             | озвучка, носоріг Френк                 |
| 2002      | мф  | Ведмеді-кантрі                                  | The Country Bears                                   | озвучка, Зеб                           |
| 2002—2004 | с   | Пожиттєво покарані                              | Grounded for Life                                   | Тоні Бастмент                          |
| 2002—2005 | мс  | Кім Всеможу                                     | Kim Possible                                        | озвучка, Поп-Поп Портер, Мемфіс        |
| 2003      | мф  | У пошуках Немо                                  | Finding Nemo                                        | озвучка, Бульк                         |
| 2003      | ф   | У поті чола                                     | Grind                                               | Камерон                                |
| 2003      | с   | CSI: Місце злочину                              | CSI: Crime Scene Investigation                      | Майкл Кірквуд                          |
| 2004      | с   | Фрейзер                                         | Frasier                                             | Гербін                                 |
| 2004      | мс  | Бренді та містер Віскерс                        | Brandy & Mr. Whiskers                               | озвучка, Санта Клаус                   |
| 2004      | ф   | Виховуючи генія                                 | Raising Genius                                      | Двайт Нестор                           |
| 2004      | ф   | Замочити бабцю                                  | The Ladykillers                                     | Фернанд Гадж                           |
| 2004      | ф   | Дівчина з Джерсі                                | Jersey Girl                                         | Гріні                                  |
| 2004      | ф   | Вишибайли                                       | Dodgeball: A True Underdog Story                    | Гордон Пібб                            |
| 2004      | ф   | Пережити Різдво                                 | Surviving Christmas                                 | доктор Фрімен                          |
| 2004—2007 | мс  | Подорожуючи безмежжям                           | Tripping the Rift                                   | озвучка, Чод                           |
| 2005      | ф   | Просто друзі                                    | Just Friends                                        | Кей Сі                                 |
| 2005      | мф  | Кім Всеможу: Отже це драма                      | Kim Possible Movie: So the Drama                    | озвучка, ковбой-ігроман                |
| 2005      | мс  | Підлітки Тітани                                 | Teen Titans                                         | озвучка, Вал Йор                       |
| 2005—2006 | мс  | Ікси                                            | The X's                                             | озвучка, база                          |
| 2005—2006 | с   | Західне крило                                   | The West Wing                                       | Боб Мейер                              |
| 2005—2007 | мс  | Американський тато!                             | American Dad!                                       | озвучка, Дік, батько дантиста          |
| 2006      | с   | Шлях до 9/11                                    | The Path to 9/11                                    | Річард Алан Кларк                      |
| 2006      | мф  | Льодовиковий період 2                           | Ice Age: The Meltdown                               | озвучка, батько мурахоїд               |
| 2006      | ф   | Гретчен                                         | Gretchen                                            | Герб                                   |
| 2006      | ф   | Ідіократія                                      | Idiocracy                                           | суддя Генк                             |
| 2006      | ф   | Френк Андерсон                                  | The Frank Anderson                                  | Джон Саймон                            |
| 2006      | мф  | Лис і мисливський пес 2                         | The Fox and the Hound 2                             | озвучка, скаут                         |
| 2007      | ф   | Відзварись!                                     | Cook Off!                                           | Морті Ван Рукл                         |
| 2007      | ф   | Старим тут не місце                             | No Country for Old Men                              | замовник кілера                        |
| 2007      | ф   | Мрій і мандруй                                  | Have Dreams, Will Travel                            | шериф Брок                             |
| 2007      | ф   | Сонні і Шер люблять тебе                        | Sunny & Share Love You                              | Клайв Андерсон                         |
| 2007      | мс  | Випадкові мульти                                | Random! Cartoons                                    | озвучка, Ленс                          |
| 2008      | мс  | Словодівчинка                                   | WordGirl                                            | озвучка, професор Роберт Т'юбінг       |
| 2008      | с   | Головна справа                                  | Head Case                                           | Пет Дженнінгс                          |
| 2008      | с   | Юристи Бостона                                  | Boston Legal                                        | Ітан Мелмен                            |
| 2008      | мс  | Чаудер                                          | Chowder                                             | озвучка, Стілтон, танцюрист            |
| 2008      | мс  | Програма Сари Сільверман                        | The Sarah Silverman Program                         | Джонні Форріалз                        |
| 2008      | с   | Живий за викликом                               | Pushing Daisies                                     | Двайт Діксон                           |
| 2008      | ф   | Шалені гроші                                    | Mad Money                                           | Гловер                                 |
| 2008      | ф   | Наречена з того світу                           | Over Her Dead Body                                  | скульптор                              |
| 2008      | ф   | Школа виживання                                 | Drillbit Taylor                                     | директор Допплер                       |
| 2008      | ф   | Кохання поза правилами                          | Leatherheads                                        | Садс                                   |
| 2008      | мф  | Подорожуючи безмежжям: Фільм                    | Tripping the Rift                                   | озвучка, Чод                           |
| 2008—2009 | с   | Реальна кров                                    | True Blood                                          | Едді                                   |
| 2009      | кф  | Глок                                            | Glock                                               | Ремінгтон                              |
| 2009      | ф   | Боб Фанк                                        | Bob Funk                                            | Стів                                   |
| 2009      | ф   | Соліст                                          | The Soloist                                         | Курт Рейнольдс                         |
| 2009      | ф   | Доктор Дуліттл 5                                | Dr. Dolittle: Million Dollar Mutts                  | озвучка, черепаха                      |
| 2009      | ф   | Уяви собі                                       | Imagine That                                        | Фред Франклін                          |
| 2009      | ф   | Бойовий гіпноз проти кіз                        | The Men Who Stare at Goats                          | Ґас Лейсі                              |
| 2009      | с   | Секс і Каліфорнія                               | Californication                                     | Рікардо Колліні                        |
| 2009      | мс  | Ледачі коти                                     | Slacker Cats                                        | озвучка, Томмі                         |
| 2010      | с   | 24                                              | 24                                                  | Білл Прейді                            |
| 2010      | с   | Захисники                                       | The Defenders                                       | суддя Тейлор                           |
| 2010      | с   | Луї                                             | Louie                                               | доктор Геппа                           |
| 2010      | ф   | Син скурботи                                    | Son of Mourning                                     | сенатор Льюїс                          |
| 2010      | ф   | Немислиме                                       | Unthinkable                                         | Чарлі                                  |
| 2010      | ф   | Змовниця                                        | The Conspirator                                     | Джон Ллойд                             |
| 2010      | ф   | Усе чудово                                      | Everything Must Go                                  | Елліот                                 |
| 2010      | мф  | Скубі-Ду і жахачка в таборі                     | Scooby-Doo! Camp Scare                              | озвучка, Берт                          |
| 2010      | мс  | Гленн Мартін, зубний лікар                      | Glenn Martin, DDS                                   | озвучка, Госс Віллікер                 |
| 2010—2011 | мс  | Бетмен: Відважний і сміливий                    | Batman: The Brave and the Bold                      | озвучка, Пінгвін, Кілер Крок та інші   |
| 2010—2014 | с   | Своя правда                                     | Justified                                           | суддя Майк Реардон                     |
| 2011      | ф   | Зовсім не бабій                                 | Cedar Rapids                                        | Білл Коргстад                          |
| 2011      | мф  | Ранго                                           | Rango                                               | озвучка; Док, Меррімак                 |
| 2011      | ф   | Червоний штат                                   | Red State                                           | шериф Уінен                            |
| 2011      | ф   | Дж. Едгар                                       | J. Edgar                                            | Артур Кохлер                           |
| 2011      | мф  | Том і Джеррі, чарівник країни Оз                | Tom and Jerry and the Wizard of Oz                  | озвучка, дядько Генрі                  |
| 2011      | мф  | Бетмен: Рік перший                              | Batman: Year One                                    | озвучка, лейтенант Бранден             |
| 2011      | с   | Дитяча лікарня                                  | Childrens Hospital                                  | Генк Маестро                           |
| 2011      | мс  | Життя Тіма                                      | The Life & Times of Tim                             | озвучка, Лоу                           |
| 2011      | с   | Межа                                            | Fringe                                              | Реймонд                                |
| 2011      | мс  | Громові коти                                    | Thundercats                                         | озвучка, Дріфтер, Хатанзо              |
| 2011      | с   | Виховуючи Хоуп                                  | Raising Hope                                        | Кеп Коллінс                            |
| 2011—2016 | мс  | Панда Кунг-Фу: Легенди крутості                 | Kung Fu Panda: Legends of Awesomeness               | озвучка, майстер Джанжі                |
| 2011—2017 | мс  | Час пригод                                      | Adventure Time                                      | озвучка, Грімбі, Мартін                |
| 2012      | мс  | Молода Ліга справедливості                      | Young Justice                                       | озвучка, Джек Гелі                     |
| 2012      | мс  | Легенда про Корру                               | The Legend of Korra                                 | озвучка, Хобо, лідер Білого Лотоса     |
| 2012      | с   | Гарна дружина                                   | The Good Wife                                       | суддя Мерфі Вік                        |
| 2012      | ф   | Країна вигнанців                                | Outlaw Country                                      | Френк                                  |
| 2012      | ф   | Велике диво                                     | Big Miracle                                         | губернатор Гаскел                      |
| 2012      | ф   | Приємне товариство                              | The Company You Keep                                | Біллі Кьюзімано                        |
| 2012—2013 | с   | Підпільна імперія                               | Boardwalk Empire                                    | Гастон Мінс                            |
| 2012—2013 | мс  | Шоу Клівленда                                   | The Cleveland Show                                  | озвучка, Келлогг, Аллістер Монкарш     |
| 2012—2014 | мс  | Дракони                                         | Dragons: Riders of Berk                             | озвучка, Гнилець                       |
| 2012—2016 | мс  | Таємниці Ґравіті Фолз                           | Gravity Falls                                       | озвучка, Бад Гліфул                    |
| 2013      | ф   | Домовленість                                    | The Arrangement                                     | Евері Бумер                            |
| 2013      | ф   | Солодка вода                                    | Sweetwater                                          | «Зимородок»                            |
| 2013      | док | Я знаю цей голос                                | I Know That Voice                                   | у ролі самого себе                     |
| 2013      | ф   | Поганий Майло                                   | Bad Milo!                                           | Роджер                                 |
| 2013      | мф  | Супермен: Необмежений                           | Superman: Unbound                                   | озвучка, Зор Ел                        |
| 2013      | ф   | Самотній Рейнджер                               | The Lone Ranger                                     | Гебберман                              |
| 2013      | мс  | Десь там                                        | Out There                                           | озвучка, містер Шуті                   |
| 2013      | с   | Новини                                          | The Newsroom                                        | генерал Станіслав Томтонович           |
| 2013      | мс  | Бджілка та кошеня                               | Bee and PuppyCat                                    | озвучка, фермер                        |
| 2014      | с   | Фарґо                                           | Fargo                                               | Берт Кентон                            |
| 2014      | с   | Теорія великого вибуху                          | The Big Bang Theory                                 | Ден                                    |
| 2014      | мс  | Таємниці Майка Тайсона                          | Mike Tyson Mysteries                                | озвучка, Томас Джей Ватсон             |
| 2014      | с   | Кралі в Клівленді                               | Hot in Cleveland                                    | Браян                                  |
| 2014      | мс  | Ґравіті Фолз: Власне телебачення                | Gravity Falls TV Shorts                             | озвучка, Бад Гліфул                    |
| 2014      | ф   | Сельма                                          | Selma                                               | Ел Лінго                               |
| 2014      | кф  | Леннон чи Маккартні                             | Lennon or McCartney                                 | у ролі самого себе                     |
| 2014—2015 | с   | Поворот: Шпигуни Вашингтона                     | Turn: Washington's Spies                            | Натаніел Сакетт                        |
| 2014—2015 | с   | Бруклін 9-9                                     | Brooklyn Nine-Nine                                  | Лінн Бойл                              |
| 2014—2015 | мс  | Фінеас і Ферб                                   | Phineas and Ferb                                    | озвучка, Флойд                         |
| 2014—2017 | с   | Няня для дурепи                                 | Idiotsitter                                         | Кент Расселл                           |
| 2015—2016 | мс  | Зоряна принцеса проти сил зла                   | Star vs. the Forces of Evil                         | озвучка, Браян та інші                 |
| 2015      | ф   | Привіт, мене звати Доріс                        | Hello, My Name Is Doris                             | Тодд                                   |
| 2015      | ф   | 7 китайських братів                             | 7 Chinese Brothers                                  | Джордж                                 |
| 2015      | ф   | Трамбо                                          | Trumbo                                              | Гімі Кінг                              |
| 2016      | с   | Трудоголіки                                     | Workaholics                                         | Карті                                  |
| 2016      | с   | Майстри сексу                                   | Masters of Sex                                      | Гарві Топлін                           |
| 2016      | с   | Конмен                                          | Con Man                                             | Паскаль                                |
| 2016      | мс  | Вартові галактики                               | Guardians of the Galaxy                             | озвучка, Ніза                          |
| 2016      | ф   | До кінця                                        | All the Way                                         | Едгар Гувер                            |
| 2016      | мф  | Том і Джеррі: повернення в Оз                   | Tom and Jerry: Back to Oz                           | озвучка, дядько Генрі                  |
| 2016      | мф  | У пошуках Дорі                                  | Finding Dory                                        | озвучка, Бульк                         |
| 2016      | ф   | Майлз                                           | Miles                                               | Рон Волтон                             |
| 2016      | ф   | Весільний погром                                | Mike and Dave Need Wedding Dates                    | Берт Странгл                           |
| 2016      | ф   | В пошуках чупакабри                             | Looking for the Jackalope                           | озвучка, чупакабра                     |
| 2016      | ф   | Спектральний аналіз                             | Spectral                                            | доктор Міндала                         |
| 2016—2019 | с   | Людина у високому замку                         | The Man in the High Castle                          | Готорн Абендсен                        |
| 2017      | ф   | Пастка                                          | Get Out                                             | Джим Гадсон                            |
| 2017      | ф   | Немовля нескінченності                          | Infinity Baby                                       | Фентон                                 |
| 2017      | ф   | Три Христа                                      | Three Christs                                       | доктор Роджерс                         |
| 2017      | с   | Енджі Трайбека                                  | Angie Tribeca                                       | Мортімер Бегойл                        |
| 2017      | с   | Віцепрезидент                                   | Veep                                                | суддя Волш                             |
| 2017      | мс  | Ніко та меч світла                              | Niko and the Sword of Light                         | озвучка, Дігантус, мураха              |
| 2018      | мс  | Містер Піклз                                    | Mr. Pickles                                         | озвучка, містер Монтгомері             |
| 2018      | мс  | Даллас і Робо                                   | Dallas & Robo                                       | озвучка, дядько Денні                  |
| 2018      | мс  | Дивовижні пригоди капітана Підштанька           | The Epic Tales of Captain Underpants                | озвучка, містер Морті Файд             |
| 2018      | ф   | Душа компанії                                   | Life of the Party                                   | Майк Кук                               |
| 2018      | ф   | Балада Бастера Скраггса                         | The Ballad of Buster Scruggs                        | оповідач                               |
| 2018      | ф   | За статевою ознакою                             | On the Basis of Sex                                 | професор Браун                         |
| 2018—2019 | с   | Баррі                                           | Barry                                               | Монро Ф'юкс                            |
| 2019      | ф   | Проти всіх ворогів: історія Джин Сіберг         | Seberg                                              | Волт Брекман                           |
| 2019      | ф   | Сенсація                                        | Bombshell                                           | Нейл Мюллен                            |
| 2019      | мс  | Кінь БоДжек                                     | BoJack Horseman                                     | озвучка, Джеремайя Вайтвейл            |
| 2019      | мс  | Благословенні Гарти                             | Bless the Harts                                     | озвучка, Рік Оушен                     |
| 2019—2020 | мс  | Острів літнього табору                          | Summer Camp Island                                  | озвучка, Стюарт та інші                |
| 2019—2021 | мс  | Амфібія                                         | Amphibia                                            | озвучка, Фродрік Тоадстул              |
| 2020      | мс  | Качині історії                                  | DuckTales                                           | озвучка, Джей Ві Гайдбук               |
| 2020      | мс  | Опівнічна проповідь                             | The Midnight Gospel                                 | озвучка, різні голоси                  |
| 2020      | мс  | Час пригод: Віддалені землі                     | Adventure Time: Distant Lands                       | озвучка, містер Ем                     |
| 2020      | с   | Перрі Мейсон                                    | Perry Mason                                         | Мейнард Бернс                          |
| 2020      | мс  | Робоцип                                         | Robot Chicken                                       | озвучка, Вольф Сплітцер, Хижак         |
| 2020      | ф   | Чотири гарних дні                               | Four Good Days                                      | Кріс                                   |
| 2020      | ф   | Дядько Френк                                    | Uncle Frank                                         | татусь Мак                             |
| 2020      | ф   | Порожнеча                                       | The Empty Man                                       | Артур Парсонс                          |
| 2020      | ф   | Дім                                             | Home                                                | отець Браунінг                         |
| 2021      | мс  | Сімпсони                                        | The Simpsons                                        | озвучка, Білдорф                       |
| 2021      | мс  | Володарі всесвіту: Відкриття                    | Masters of the Universe: Revelation                 | озвучка, бойовий кіт Крінжер           |
| 2021      | ф   | На щастя                                        | Happily                                             | містер Гудмен                          |
| 2021      | ф   | Макбет                                          | The Tragedy of Macbeth                              | вантажник                              |
| 2021      | ф   | Відчайдушні аферистки                           | Queenpins                                           | агент Фленеган                         |
| 2022      | ф   | Заради Леслі                                    | To Leslie                                           | Датч                                   |
| 2025      | мф  | Людопес                                         | Dog Man                                             | озвучка, Grampa                        |
| 2025      | ф   | Глави держав                                    | Heads of State                                      | Артур Хеммонд                          |